# Сунарчин, Аваль Хаджаевич
Аваль Хаджаевич Сунарчин (28 октября 1911, Белянка, Пермская губерния — 6 января 1995, Уфа) — управляющий трестом «Востокнефтепроводстрой». Герой Социалистического Труда. Участник Великой Отечественной войны. Заслуженный строитель РСФСР (1973).

## Биография
Аваль Хаджаевич Сунарчин родился 28 октября 1911 года в с. Белянка (ныне — Белокатайского района Башкортостана). По национальности башкир. Образование высшее — в 1946 г. окончил Уфимский нефтяной институт.
Трудовую деятельность начал в 1931 г. техноруком межрайонной конторы Стройколхозцентра в Учалинском районе. В 1932—1933 гг. — прораб Свердловской городской строительной конторы объединения «Севцветметзолото», в 1933—1935 гг. служил в Красной Армии, в 1935—1938 гг. — инженер-конструктор Уфимского филиала треста «Нефтезаводпроект», в 1938—1941 гг. — старший инженер отдела капитального строительства Уфимского нефтеперерабатывающего завода.
Участник Великой Отечественной войны, воевал на Брянском, Сталинградском, Южном и 4-м Украинском фронтах командиром роты, заместителем командира батальона.
После демобилизации в 1945 г. назначен начальником отдела капитального строительства объединения «Башнефтезаводы». В 1946—1950 гг. — начальник производственно-технического отдела треста «Башнефтезаводстрой», в 1950—1951 гг. — главный инженер треста «Востокнефтепроводстрой».
В 1951 г. был назначен управляющим трестом «Востокнефтепроводстрой». Опытный руководитель и способный организатор со знанием дела решал технические и хозяйственные вопросы по сооружению магистральных трубопроводов. Коллектив треста из года в год перевыполнял планы строительно-монтажных работ. По итогам Всесоюзного социалистического соревнования трест неоднократно занимал первые места с вручением переходящего Красного знамени Совета Министров СССР и ВЦСПС, в 1961 г. коллектив треста награждён орденом Трудового Красного Знамени.
А. X. Сунарчин внёс большой вклад в строительство комплексов магистральных газопроводов Туймазы — Омск, Бухара — Урал, Средняя Азия — Центр, «Сияние Севера», «Дружба», Усть-Балык — Омск, Усть-Балык — Уфа — Альметьевск, Оренбург — Заинек и других объектов.
За выдающиеся заслуги в выполнении заданий пятилетнего плана и достижение высоких технико-экономических показателей Указом Президиума Верховного Совета СССР от 30 марта 1971 г. А. X. Сунарчину присвоено звание Героя Социалистического Труда.
До ухода на пенсию в 1976 г. работал начальником управления кадров треста «Востокнефтепроводстрой».
Заслуженный строитель РСФСР (1973).
Умер 6 января 1995 года.

## Труды
- Бородавкин П. П., Сунарчин А. Х. Строительство магистральных трубопроводов в сложных условиях. — М.: Недра, 1965. — 215 с.

## Награды
- Герой Социалистического Труда (1971)
- Награждён орденами Ленина (1964, 1971), Октябрьской Революции (1973), Трудового Красного Знамени (1963), Отечественной войны 1-й (1985) и 2-й степени (1943), медалями.

## Память
В Уфе на доме, где жил А. X. Сунарчин, установлена мемориальная доска.